# Gol: O Grande Momento do Futebol
Gol: O Grande Momento do Futebol foi um programa esportivo na Rede Bandeirantes, com a apresentação de Milton Neves. O programa voltou ao ar em 2009 (como quadro do Band Esporte Clube), passando a ser programa próprio em 2011, após marcar época no passado quando foi apresentado por Alexandre Santos, Eduardo Vaz e Luciano do Valle de 1980 até o início de 2004.
Foi ao ar pela ultima vez, no dia 8 de maio de 2016, devido a decisão da Band de não transmitir o Campeonato Brasileiro. O programa mostra grandes gols e momentos marcantes da história do Futebol no Brasil e no Mundo. Sua exibição era aos domingos, depois do Band Esporte Clube e antes dos jogos transmitidos pela Rede Bandeirantes. Em 31 de outubro de 2016, após quase seis meses fora do ar, o programa voltou a ser exibido no canal pago BandSports, as segundas, quartas e sextas às 19h30. O canal deixou de exibir a atração em 2019. Na Band, a atração ia ao ar nos finais de semana, em algumas emissoras da rede e nas operadoras.